# 碧山乡
碧山乡是中华人民共和国四川省乐山市沙湾区下辖的一个乡镇级行政单位。撤销碧山乡，将其所属行政区域划归踏水镇管辖。

## 行政区划
碧山乡撤销前下辖以下地区：
碧山社区居委、四方村、铁寨村、龙神村、踩坭村、马鞍村、柏林村、凉水村、两河口村、连沟村、蜜蜂村、海棠村、中桥村、安乐村和江红村。